# Mom (série de televisão)
Mom é uma série de televisão americana criada por Chuck Lorre, Eddie Gorodetsky e Gemma Baker. O programa é estrelado por Anna Faris e Allison Janney. A série da emissora CBS foi ao ar pela primeira vez nos EUA no dia 23 de Setembro de 2013. No Brasil dia 8 de agosto de 2014 foi transmitida pelo canal Warner Channel. Em Portugal, a série estreou na RTP2 no dia 11 de abril de 2014, intitulando-se por Vida de Mãe e também estreou na FOX Comedy no dia 15 de junho de 2017.
Em fevereiro de 2019, a CBS renovou a série para suas sétima e oitava temporadas, porém em setembro de 2020 a atriz Anna Faris que interpreta a protagonista Christy anunciou que estaria deixando a série para buscar novos projetos, não estrelando portanto a oitava temporada. A série então continuará focando na outra protagonista Bonnie (interpretada pela atriz Allison Janney) e nos demais personagens do elenco fixo.

## Sinopse
Christy (Anna Faris), é uma mãe solteira alcoólatra e viciada em drogas que tenta conciliar sua vida trabalhando como garçonete e frequentando reuniões dos Alcoólicos Anônimos. Ela vive com sua mãe Bonnie (Allison Janney), também viciada em drogas e álcool, em busca de recuperação, sua filha de 16 anos Violet (Sadie Calvano), que nasceu quando Christy tinha também 16 anos e Roscoe, seu filho mais novo, cujo pai - ex-marido de Christy - Baxter é traficante de drogas.

## Elenco e personagens

### Principais
- Anna Faris como Christy Plunkett, mãe solteira que está há um ano sem beber bebidas alcoólicas e ainda luta contra este vício. Agora sóbria,ela tenta ganhar novamente a confiança de sua filha Violet. Christy também tem um filho mais novo, Roscoe,e luta para ser um bom exemplo para ele. Se isso não fosse o bastante,ela também está tentando melhorar sua relação com sua mãe Bonnie,que nunca foi capaz de cumprir seu papel como mãe. (Temporadas 1–7)
- Allison Janney como Bonnie Plunkett, mãe de Christy. Ela tenta desesperadamente ganhar o amor e a confiança de sua filha,que foram perdidos por ela ter sido uma mãe ausente e que preferia beber e ir em festas á cuidar de Christy.
- Sadie Calvano como Violet Plunkett, (Regular 1ª-3ª temp; Recorrente 4ª temp; Participação 6ª temp) filha mais velha de Christy e meia-irmã de Roscoe. Violet é esforçada e inteligente,porém está chateada com sua mãe que nunca teve tempo de cuidar dela como deveria. Violet tem um filho com seu namorado Luke e decide doa-lo a adoção por acreditar que ele terá uma vida melhor desta forma.
- Matt Jones como Baxter, (Regular 1ª-3ª temp; Recorrente 4ª temp; Participação 5ª-6ª temp) ex-marido de Christy e pai de Roscoe. Sempre tenta se involver em atividades fraudulentas para ganhar dinheiro e é incapaz de manter um relacionamento duradouro. Apesar de suas falhas, é um pai amoroso e que sempre busca estar presente na vida de seu filho.
- Blake Garrett Rosenthal como Roscoe, (Regular 1ª-3ª temp; Recorrente 4ª temp) filho mais novo de Christy e meio-irmão de Violet. Extremamente inteligente para sua idade, ele é um menino estudioso que ama e idolatra seu pai, Baxter.
- French Stewart como Chef Rudy, (Regular 1ª-2ª temp; Participação 3ª, 5ª e 6ª temp) chefe de cozinha do restaurante em que Christy trabalha como garçonete. Arrogante e orgulhoso,frequentemente grita com seus subordinados. Não hesitará em humilhar quem for contra suas ideias.
- Nate Corddry como Gabriel (Regular 1ª-2ª Temp), gerente do restaurante em que Christy trabalha. É casado com uma mulher dominante mas mantém um relacionamento secreto com Christy durante um certo tempo. É um gerente competente e esforçado porém as vezes é submisso aos seus subordinados,particularmente Chef Rudy.
- Spencer Daniels como Luke (Regular 1ª Temp; Recorrente 2ª Temp; Participação 4ª temp), jovem estudante que gosta de aventuras e de aproveitar a vida. Está namorando Violet há mais de um ano e a engravidou. Luke frequentemente tenta mostrar a Christy que ele é um bom namorado para sua filha.
- Mimi Kennedy como Marjorie Armstrong (Recorrente 1ª Temp; Regular 2ª Temp-presente), melhor amiga de Christy que frequenta o AA e foi há algum tempo uma grande rival de Bonnie. Teve muitos problemas de alcoolismo e drogas no passado e está enfrentando um câncer de mama.
- Jaime Pressly como Jill Kendall (Recorrente 2ª Temp; Regular 3ª Temp-presente), uma novata do AA a quem Christy aconselha, é uma socialite rica que está propensa a recaídas e comportamento violento.
- Beth Hall como Wendy Harris (Recorrente 2ª temp; Regular 3ª temp-presente), participante nas reuniões de sobriedade das mulheres e muitas vezes está chorando. Ela é enfermeira e membro da Mensa.
- William Fichtner como Adam Janikowski (Recorrente 3ª temp; Regular 4ª temp-presente), novo interesse amoroso de Bonnie, um cadeirante que ela conheceu por telefone depois de ele ligar para o número errado.
- Kristen Johnston como Tammy Diffendorf  (Recorrente 5ª-6ª temp; Regular 7ª temp.): a velha amiga de Bonnie do sistema de adoção que ela encontra enquanto visita uma prisão, mas que está em liberdade condicional na 6ª temporada. Após morar temporariamente no apartamento de Bonnie e Christy, ela se muda para a casa de Marjorie.

### Recorrentes
- Kevin Pollak como Alvin Biletnikoff (1ª-2ª Temp.), pai de Christy e ex-namorado de Bonnie, que as abandonou quando Christy nasceu. Apesar de ele ser casado e com dois filhos, ele ama Christy e faz o que pode para ajudar a sua vida. Ele e Bonnie normalmente se tratam com desprezo e ódio sobre os vários erros de cada um deles fez no passado, mas eles parecem ainda manter alguma afeição para com o outro. Na 2ª temporada, Alvin tem um ataque cardíaco, enquanto está na cama com Bonnie, e morre.
- Octavia Spencer como Regina Tomkins (1ª-3ª Temp.), Uma colega do AA e gerente financeira em um banco que desviou de seus clientes e agora está enfrentando uma pena de prisão.
- Reggie De Leon como Paul (1ª-3ª, 5ª-6ª Temp.), ajudante de Chef Rudy silencioso e muitas vezes submisso.
- Courtney Henggeler como Claudia (1ª-3ª Temp.), esposa de Gabriel, rica e esnobe que, no entanto, parece ser miserável sobre sua "suposta" infidelidade.
- Jonny Coyne como Victor Perugian  (2ª-4ª Temp.): o ex-proprietário armênio da casa de Christy que se torna atraído por Marjorie, casando-se com ela na terceira temporada. Victor depois sofre dois derrames, um na 5ª série deixando-o incapacitado e outro na 6ª temporada o matando.
- Sara Rue como Candace Hayes (2ª-4ª Temp.), a nova esposa rica de Baxter, sob cuja influência ele se tornou responsável. Ela parece não se entender com Christy e parece estar tentando se tornar uma mãe substituta de Roscoe. A hostilidade entre as duas torna-se muito maior na terceira temporada, quando o rico pai de Candace, Fred (Harry Hamlin), começa a namorar com Christy e Candace acusa Christy de apenas estar com ele por seu dinheiro.
- David Krumholtz como Gregory Munchnik (2ª-3ª Temp.): o ex-noivo judeu mais velho de Violet, um professor de psicologia na faculdade que ela frequenta.
- Lauri Johnson como Beatrice (3ª Temp-presente): Uma garçonete no restaurante onde as mulheres do AA sempre comem.
- Emily Osment como Jodi Hubbard (3ª Temp.): Uma jovem viciada em drogas que Christy e Bonnie tentam ajudar a ficar sóbria. Mais tarde ela morre de uma overdose de drogas.
- Steven Weber como Patrick Janikowski (5ª Temp.): o irmão mais novo de Adam e o interesse amoroso de Christy.
- Yvette Nicole Brown como Nora Rogers (5ª-6ª Temp.): A nova madrinha no AA de Christy, que trabalha como uma mulher do tempo na TV, e se encontra violando suas regras estabelecidas sobre não interagir com afilhados fora do AA com Christy. No final da 6ª temporada, ela conta a Christy que está deixando a Califórnia para trabalhar em uma estação de TV em Minneapolis.

### Participações especiais
- Jon Cryer como ele mesmo.
- Justin Long como Adam Henchy, Um engenheiro civil que se torna o primeiro namorado de Christy desde sua sobriedade. Christy depois rompe com ele em um ataque nervoso após a tentativa de adiar qualquer interação sexual.
- Ed Asner como Jack Bumgartner, um inquilino no novo prédio de apartamentos que Bonnie e Christy vão morar.
- Beverly D'Angelo como Lorraine Biletnikoff, a ex-mulher de Alvin.
- Colin Hanks como Andy Dreeson, um atraente vizinho solteiro de Christy.
- Ellen Burstyn como Shirley Stabler, a mãe biológica de Bonnie, que a colocou em um orfanato quando ela era muito nova.
- June Squibb como Dottie, uma mulher que Christy pensa ser a avó ideal.
- Judy Greer como Michelle, uma bêbada desleixada que Christy e Bonnie encontram em um bar e tentam ajudá-la a ficar sóbria.
- Linda Lavin como Phyllis Munchnik, a mãe de Gregory e a ex-sogra de Violet
- Harry Hamlin como Fred Hayes, o pai de Candace e o interesse amoroso de Christy
- Rosie O'Donnell como Jeanine, uma ex-namorada de Bonnie com quem ela e Christy viveram. Ela e Christy mantêm um relacionamento de tia e sobrinha.
- Joe Manganiello como Julian, um recém-chegado aos Alcoólicos Anônimos que Christy resolve ajudar.
- Rhea Perlman como Anya Perugian, cunhada Armênia de Marjorie e irmã de Victor.
- Richard Schiff como Robert, Diretor de Comunicação de Bonnie na Casa Branca num sonho que ela teve.
- Bradley Whitford como Mitch, amigo de Adam que é diretor de Hollywood com um gosto por álcool.
- Nicole Sullivan como Leanne a esposa de Mitch e que já esteve envolvida com Adam, e como seu marido adora álcool.
- Chris Pratt como Nick Banaszak, um encantador instrutor de equitação que Christy persegue, apesar de Marjorie tê-lo declarado fora dos limites.
- Wendie Malick como Danielle Janikowski, a ex-mulher de Adam cuja relação amigável com ele confunde Bonnie.
- Michael Angarano como Cooper, o colega de classe mais jovem de Christy na faculdade de direito e seu interesse romântico.
- Kristin Chenoweth como Miranda, a conselheira de força interior de Jill que a conheceu no retiro de perda de peso.
- Patti LuPone como Rita Gennaro, a exigente proprietária do prédio que é administrado por Bonnie.
- Constance Zimmer como Natalie Stevens, a professora rígida de Christy na faculdade de direito, que também é uma alcoólatra.
- Rainn Wilson como Trevor Wells, O terapeuta de Bonnie que a ajuda com Transtorno do déficit de atenção com hiperatividade.
- Lois Smith como Claire Dickinson, a ex-zeladora de Bonnie e Tammy no antigo lar adotivo.

## Dublagem (versão brasileira)
| Personagem | Dublador(a)       |
| ---------- | ----------------- |
| Christy    | Priscila Amorim   |
| Bonnie     | Mariângela Cantú  |
| Marjorie   | Márcia Morelli    |
| Jill       | Sylvia Sallustti  |
| Wendy      | Guilene Conte     |
| Adam       | Hélio Ribeiro     |
| Tammy      | Carla Pompílio    |
| Violet     | Gabriella Bicalho |
| Baxter     | Rodrigo Oliveira  |
| Roscoe     | Mattheus Caliano  |
| Rudy       | Léo Rabelo        |
| Gabriel    | Ettore Zuim       |
| Luke       | Charles Emmanuel  |
| Alvin      | Mauro Ramos       |
| Regina     | Vânia Alexandre   |
| Candace    | Flávia Saddy      |

| Direção de dublagem  | Gabriella Bicalho |
| Tradução             | Danielle Ribeiro  |
| Dublado nos estúdios | Delart, Rio       |

## Recepção
Mom teve recepção geralmente favorável por parte da crítica especializada. Em sua primeira temporada, com base de 25 avaliações profissionais, alcançou uma pontuação de 65% no Metacritic.

## Prêmios e indicações
| Ano  | Premiação                         | Categoria                                    | Indicado       | Resultado |
| ---- | --------------------------------- | -------------------------------------------- | -------------- | --------- |
| 2014 | People's Choice Awards            | Nova Comédia Favorita                        | Chuck Lorre    | Indicado  |
| 2014 | People's Choice Awards            | Atriz Favorita em Nova Série                 | Anna Faris     | Indicado  |
| 2014 | People's Choice Awards            | Atriz Favorita em Nova Série                 | Allison Janney | Indicado  |
| 2014 | Critic's Choice Television Awards | Melhor Atriz Coadjuvante em Série de Comédia | Allison Janney | Venceu    |
| 2014 | Critic's Choice Television Awards | Melhor Convidado(a) em Série de Comédia      | Mimi Kennedy   | Indicado  |
| 2014 | Primetime Emmy Awards             | Melhor Atriz Coadjuvante em Série de Comédia | Allison Janney | Venceu    |